# ブライアン・ピルマン
ブライアン・ピルマン（Brian William Pillman、1962年5月22日 - 1997年10月5日）は、アメリカ合衆国のプロレスラー。オハイオ州ノーウッド出身。
初期のWCWではライトヘビー級のベビーフェイスとして獣神サンダー・ライガーらとタイトルを争い、ヒールターン後はスティーブ・オースチンとのタッグチームで活躍。晩年はWWFにて、ルース・キャノン（The Loose Cannon）の異名を持つサイコパス系ヒールを演じた。

## 来歴
幼少期に咽頭癌で30回を超える手術を受けるも克服し、オハイオ州オックスフォードのマイアミ大学ではカレッジフットボールで活動。1984年、NFLのシンシナティ・ベンガルズのトライアルを受け、ラインバッカーとして入団。翌年バッファロー・ビルズに移籍するもステロイドの使用が発覚して解雇され、1986年はCFLのカルガリー・スタンピーダーズに在籍した。
同年にフットボーラーを廃業してプロレスに転向。スチュ・ハートのプロレスラー養成所 "ハート・ダンジョン" でトレーニングを受け、11月25日にカナダ・カルガリーのスタンピード・レスリングにてデビュー。スチュの息子ブルース・ハートのタッグパートナーとなり、翌1987年はジェリー・モロー&マッカン・シンなどのチームとインターナショナル・タッグ王座を争った。1989年4月にはカルガリーとの提携ルートで新日本プロレスに初来日。マサ斎藤や藤波辰巳ともシングルマッチで対戦した。

### WCW
1989年よりアメリカに戻り、前年にNWAのジム・クロケット・プロモーションズを買収したテッド・ターナーのWCWに参戦。Zマンことトム・ジンクとのベビーフェイスのタッグチームで活動し、1990年2月12日にはトーナメント決勝でマイケル・ヘイズ&ジミー・ガービンのファビュラス・フリーバーズを破り、NWA認定のUSタッグ王座を獲得した。1991年3月21日には新日本プロレスの東京ドーム大会に出場。ジンク&ティム・ホーナーと組み、越中詩郎、小林邦昭、飯塚孝之と6人タッグマッチで対戦した。
空中技を主体としたファイトスタイルからフライン・ブライアン（Flyin' Brian）の別名が与えられ、小柄・軽量ながら大型のレックス・ルガーやバリー・ウインダムとも抗争を展開、ウインダムとのルーザー・リーブス・タウン・マッチに敗れると、覆面レスラーのイエロー・ドッグ（The Yellow Dog）に変身して再登場したこともある。ジンクとのコンビ解消後は、シングルプレイヤーとなって軽量級戦線に進出。1991年10月27日のPPV "Halloween Havoc'91" にてリチャード・モートンを破りWCWライトヘビー級王座（後のWWEクルーザー級王座）の初代チャンピオンとなる。以降、獣神サンダー・ライガーやスコッティ・フラミンゴなどと王座を争った。
1992年9月、当時のWCW副社長ビル・ワットのアイデアによりヒールに転向し、"スタニング" スティーブ・オースチンをパートナーに新チームのハリウッド・ブロンズ（The Hollywood Blondes）を結成。1993年3月2日、リッキー・スティムボート&シェーン・ダグラスからWCW世界タッグ王座を奪取、以後はフォー・ホースメンのアーン・アンダーソン&ポール・ローマと抗争し、負傷により8月にロード・スティーブン・リーガルにタイトルを譲渡するまで戴冠を続けた。負傷からの復帰後はベビーフェイスに戻り、前パートナーのオースチンと抗争を展開。1994年2月20日の "SuperBrawl IV" にはスティング&ダスティン・ローデスと組んで出場、オースチン、ポール・オーンドーフ、リック・ルード組とサンダードーム・ケージ・マッチで対戦し、オースチンからピンフォールを奪った。1995年7月には新日本プロレスの『ベスト・オブ・ザ・スーパージュニアII』に参戦。同大会優勝者のワイルド・ペガサスから勝利を収めている。
しかし、WWFから移籍してきたハルク・ホーガンやランディ・サベージの重用に伴い活躍の機会は減少、1995年下期に再びヒールターンして10月末からはリック・フレアー率いるフォー・ホースメンに加入するも、舞台裏ではエリック・ビショフの側近だったブッカーのケビン・サリバンと対立。1996年2月11日の "SuperBrawl VI" においてピルマンへの粛清として両者の対戦が組まれ、試合に敗れたピルマンがサリバンへのリスペクトをその場で公言するというシナリオが用意された。ところが、ピルマンは試合開始から1分も立たないうちにマイクを掴み、"I respect you, Booker Man!" と叫び、プロレス界にはシナリオライターが存在することを「ブッカーマン」という隠語を用いて観衆の前で示唆、そのまま試合を放棄し控室へ戻った。このハプニングにより、同じくホースメンのメンバーだったアーン・アンダーソンがピルマンに代わって急遽サリバンの対戦相手を務めるも、突然の出来事に観客は困惑。最終的にはリック・フレアーも登場してサリバンに打倒ホーガンへの共闘を持ちかけ、観客の関心をピルマンの行為からそらせることで事態を収拾した。その間、控室でピルマンはビショフと激しく口論し、WCWを解雇された。

### WWF
WCW解雇後はフリーエージェントの立場でECWに出場することとなったが、"SuperBrawl VI" での事件から約2カ月後の1996年4月15日、自動車事故を起こして左足首を骨折。そのためECWでは試合は行わず、インタビューやマイクパフォーマンスを中心に、車椅子に乗ったサイコパス系のヒールに転じた。しかし、人種差別発言によって黒人レスラーのニュー・ジャックとバックステージで諍いを起こし、短期間でECWを離れた。
ECW離脱後の6月上旬、WWFと契約。ECWで演じていたギミックをそのまま継続させ、何をしでかすかわからない常軌を逸した危険人物を意味するルース・キャノン（The Loose Cannon）をニックネームに、怪我が完治するまでは松葉杖をついて番組内に出演した。
以後、ストーン・コールドのキャラクターに変身し人気上昇中だった旧友スティーブ・オースチンを相手に、仲間割れした元タッグパートナーというWCW時代の因縁を取り入れた抗争アングルが展開される。当時WCWとのマンデー・ナイト・ウォーズで苦戦続きだったWWFは、まだピルマンが試合を行える状態ではなかったこともあり、両者の抗争をリング外を舞台とした新機軸の試みとしてプロデュース。ピルマンの自宅襲撃をオースチンが予告し、それをピルマンが銃で迎え撃つというシナリオのもと、11月4日の『マンデー・ナイト・ロウ』において、両者の遺恨劇 "Pillman's got a gun" はケンタッキー州ウォルトンのピルマン宅から生中継された。
番組は大きな反響を呼び、高視聴率を上げたものの、本物の暴行事件と思い込んだ子供達の親から抗議の電話が殺到、ケーブル局の幹部や番組スポンサーからも「やりすぎ」であると強く非難され、5日後の土曜日に放送の『WWFライブワイヤー』にてビンス・マクマホンが視聴者に謝罪するという事態となった。しかし、このアングルは後のWWFのシナリオに多大な影響をおよぼし、セックス&バイオレンスの要素を取り入れたアティテュード路線への方向転換の契機ともなった。
1997年より試合出場を再開し、ヒールターンしたブレット・ハート率いるハート・ファウンデーションに加入。オーエン・ハート、ブリティッシュ・ブルドッグ、ジム・ナイドハートらと共闘してリーダーのブレットを援護し、7月6日のPPV『カナディアン・スタンピード』では、ストーン・コールド・スティーブ・オースチン、ケン・シャムロック、ゴールダスト、リージョン・オブ・ドゥームのチームと10人タッグマッチで対戦した。この大会はハート・ファミリーの地元のカルガリーで行われたため、ヒールのピルマンもハート・ダンジョンの出身者として観客の声援を受けた。
その後はゴールダストを相手に、彼のマネージャーであり妻でもあったマレーナ（テリー・ラネルズ）を巡る抗争を展開。9月7日開催の『グラウンド・ゼロ』にてゴールダストを破りマレーナから30日間の奉仕を受けられる権利を獲得すると、彼女を辱めるシーンを収めたビデオを "Brian Pillman's XXX Files" と題して毎週公開し、ゴールダストを挑発した。なお、マレーナはゴールダストと結婚する以前、WCWにてアレキサンドラ・ヨークと名乗っていた頃に、ピルマンと実際に肉体関係を持っていた。
ゴールダスト&マレーナとのアングルが継続中の1997年10月5日、PPV『バッド・ブラッド』が開催される当日に、ミネソタ州ブルーミントンのホテル・ルームにて死去。35歳没。自動車事故による鎮痛剤の過剰摂取および長年に渡る薬物の服用が動脈硬化性心疾患につながり、心臓発作を引き起こしたとされている。翌10月6日に放送の『マンデー・ナイト・ロウ』には未亡人のメラニー・ピルマンが前年の "Pillman's got a gun" の舞台にもなった自宅からのライブ中継で出演し、薬物問題を含むビンス・マクマホンのインタビューに応じた。
彼の死後、1998年から2001年まで、当時のWWF、WCW、ECWの各団体の選手によるトリビュート・イベント "Brian Pillman Memorial Show" が故郷のオハイオにて開催され、その収益金はピルマンの遺児の養育費に充てられた。2006年には2枚組のトリビュートDVD "Brian Pillman: Loose Cannon" がWWEより発売されている。
義理の娘であるアレクシス・リードが女性マネージャーの "セクシー" レクシー・ピルマンとして2008年1月にデビュー、ジョージアのインディー団体で活動し、TNAのトライアウトも受けていたが、2009年11月26日、自動車事故により26歳で死去した。また、同名の息子ブライアン・ザカリー・ピルマンが2017年にデビューし、現在はレクシス・キングのリングネームでWWEに所属している。

## 得意技
- エア・ピルマン（Air Pillman）
- ミサイル・ドロップキック
- ダイビング・クロス・ボディ
- トルネードDDT
- スクープ・パワースラム
- エンズイギリ

## 獲得タイトル
スタンピード・レスリング
- インターナショナル・タッグ王座：2回（w / ブルース・ハート）[5]

ワールド・チャンピオンシップ・レスリング
- NWA USタッグ王座：1回（w / "Zマン" トム・ジンク）[7]
- WCWライトヘビー級王座：2回[25]
- WCW世界タッグ王座：1回（w / "スタニング" スティーブ・オースチン）[11]